# Glaresis dakotensis
Glaresis dakotensis es una especie de coleóptero de la familia Glaresidae.

## Distribución geográfica
Habita en Estados Unidos.